# Rhondia bicoloripes
Rhondia bicoloripes är en skalbaggsart som beskrevs av Maurice Pic 1957. Rhondia bicoloripes ingår i släktet Rhondia och familjen långhorningar. Inga underarter finns listade i Catalogue of Life.